# Делоне, Клементина
Клементина Делоне (фр. Clémentine Delauney; род. 11 февраля 1987, город Лион, Франция) — французская рок-певица, вокалистка симфоник-метал-группы Visions of Atlantis.

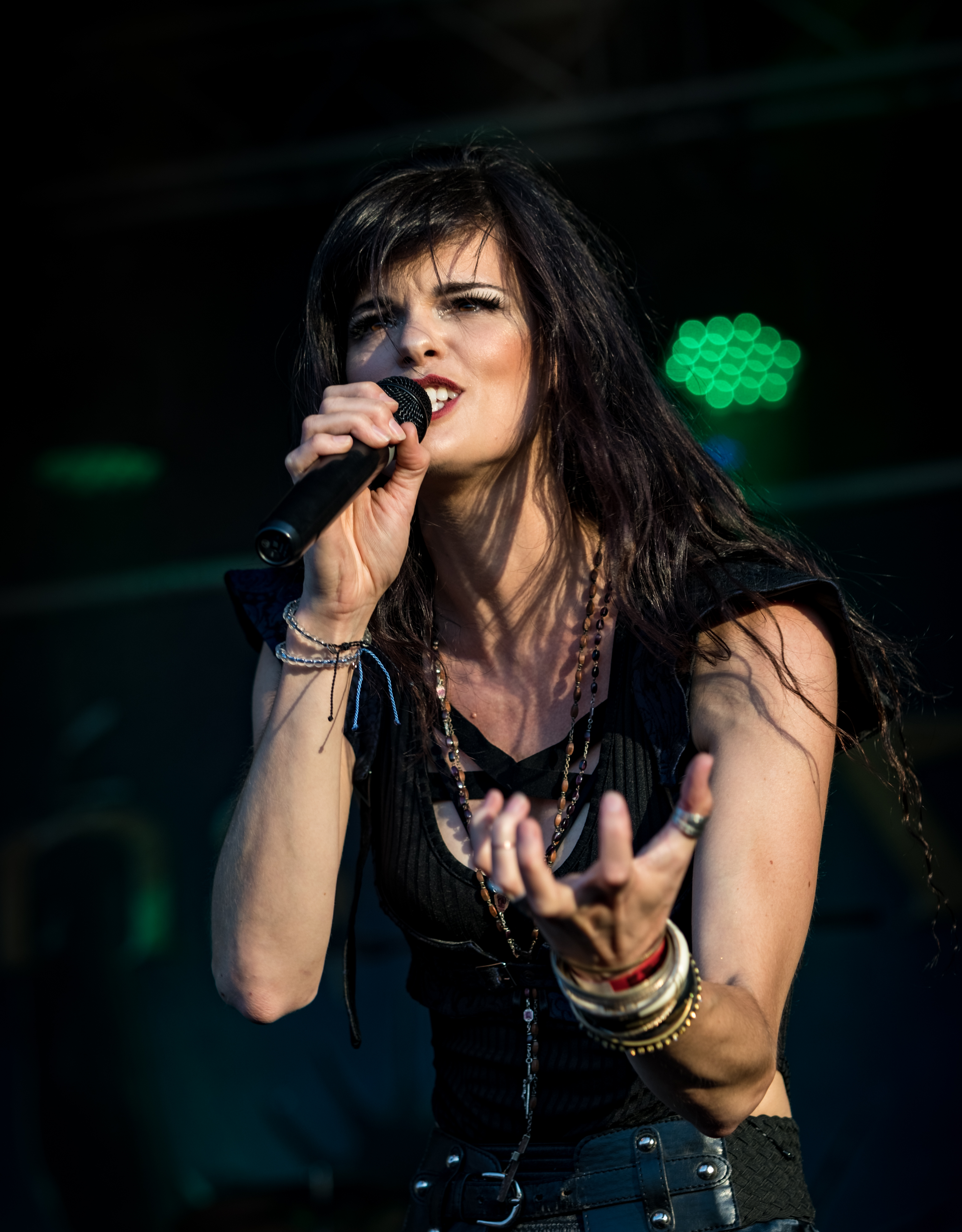
Клементина Делоне с Visions of Atlantis на Wacken Open Air 2018

Она была бэк-вокалисткой австрийской симфоник-метал-группы Serenity, в настоящее время — Visions of Atlantis и французской оперной метал-группы Melted Space.
В 2017 году Делоне основала группу Exit Eden с тремя другими вокалистками по рок/метал сцене: Амандой Сомервилль (Avantasia, Trillium, HDK), Мариной Ля Торрака (которая заменила Аманду в некоторых шоу фестивального сезона мирового турне Avantasia 2016) и новичка Анны Бруннер. Группа была задумана с целью «показать миру, что почти любую классическую песню можно превратить в твёрдую метал-рок-песню» — концепция, похожая на финскую Northern Kings. В треклист их дебютного альбома Rhapsodies in Black вошли такие поп-хиты, как Frozen Мадонны, Skyfall Адель и Paparazzi Леди Гага. Дата релиза — 4 августа 2017 года на лейбле Napalm Records по всему миру и на Starwatch в Германии, Швейцарии и Австрии.

## Дискография

### Serenity
Студийные альбомы
- War of Ages (2013)

Синглы
- Wings of Madness (2013)

### Visions of Atlantis
Студийные альбомы
- The Deep & The Dark (2018)
- Wanderers (2019)
- Pirates (2022)

Мини-альбомы
- «Old Routes — New Waters» (2016)

### Приглашённые выступления
- Tales of the Sands (Myrath, 2009) вокал в «Under Siege»
- XXX — Three Decades in Metal (Hansen & Friends, 2016) вокал в «Fire and Ice», «Left Behind» и «All or Nothing», «Save Us»

### Exit Eden
Альбомы
- Rhapsodies in Black (2017) (Starwatch Entertainment/Napalm Records)

Синглы
- Unfaithful (кавер Rihanna)(2017) (Starwatch Entertainment/Napalm Records)
- Impossible (кавер Shontelle)(2017) (Starwatch Entertainment/Napalm Records)
- Incomplete (кавер Backstreet Boys)(2017) (Starwatch Entertainment/Napalm Records)
- Paparazzi (кавер Lady Gaga)(2017) (Starwatch Entertainment/Napalm Records)
- A Question of Time (кавер Depeche Mode)(2017) (Starwatch Entertainment/Napalm Records)